# エーベンブルグの風
『エーベンブルグの風』（エーベンブルグのかぜ、Wind of Ebenbourg）はStudio e.go!から発売されたアダルトゲーム。2002年7月26日にCD-ROM版、2004年2月27日にDVD-ROM版が発売され、2008年9月19日にはダウンロード販売も開始された。

## 概要
19世紀後半のヨーロッパに存在するとある架空の国を舞台に、とある街の領主となったプレイヤーが領主の屋敷で働くメイドと協力し、その街と財政を維持しながら街を立て直す、シミュレーションゲームである。
荒れ果てた屋敷を元に戻し、街を復興させることが目的となっている。街の人口回復には税率のほか、依頼をどの程度こなせたかが重要になるが、依頼の多くは屋敷の整頓状況にも影響するため、バランスよく進める必要がある。

## ストーリー
舞台は19世紀後半。霧の街ロンドンに住んでいた貧乏学生クロードは大商人になる事を目指して勉学に励んでいたが、ある日ソフィーと名乗る女弁護士に自分がとある国の領主の息子でありその跡継ぎとして指名されたことを告げられる。
クロードは考えるだけでもと言われて領地であるヨーロッパの大国に挟まれた国『エーベンブルグ大公国』にある商業都市ロンサールへ向かう。先代領主の施政があまりにも酷すぎたため、すっかり寂れてしまっていた。そしてクロードはソフィーや屋敷で待っていたメイドの説得もあり、領主として街を復興させるべく取り組むことを決意する。
ただし、様子見ということで与えられた期間は3年間。街は再び活気を取り戻すことが出来るのか？

## 主要キャラクター
各キャラクターの担当声優は非公開。
クロード＝マクドナル (Claude Macdonald)
主人公。イギリス在住の英国人だが、フランス語も話せる。母親の女手一つで育てられたが、その母はすでに他界しておりゲーム開始時では天涯孤独の身となっていた。父親のことはほとんど覚えておらず、本人もいないものと思っていた。ソフィーの説得により、ロンサール領主として街を復興させるべく取り組むことを決意する。
ミレーヌ＝トラントゥール (Mylene Trantoul)
以前からこの屋敷で奉公していたメイド。メイドとしては真面目だが、それ以外の所では馴れ合わないようにしている。優秀で掃除などはそつなくこなせるが、なぜか料理については毒劇物クラスの破壊力を持つ。
シャルロット＝ヴェルレーヌ (Charlotte Verlaine)
クロードに合わせて屋敷で働くことになったメイド。天然なところもあるが人当たりも良く明るい性格。料理が得意。
ソフィー＝デルモット (Sophie Delmotte)
クロードを迎えに来た女弁護士。時々アドバイスに訪れる。彼を領主の座に据えるように働きかけた張本人。
エマ＝プランケット (Emma Planquette)
町外れの娼館の一番人気を誇る娼婦で、姉御肌な面を持つ。
カトリーヌ＝ルグラン (Catherine Legrande)
街の教会で働く修道女。真面目な性格だが堅物。
ロザリー (Rosalie)
次期王位継承者の少女。
アラン・ポンパドゥール (Alain Pompadur)
ロンサールの町長を務める男性で優秀な執政官。クロードに期待をかけている。
エリック・フラヴィーニ (Erik Flavigny)
クロードの伯父（母親の兄）でロンサールの先代領主。ロンサールを一代で衰退させたことにより追放の身となっていた。
ハンナ (Hanna)
ロンサールで雑貨屋を営む若い女性。
マダム (Madame)
酒場のマダム（女主人）。

## スタッフ
- 原画：山本和枝
- シナリオ：高橋直樹、寺岡健治、YOH.、有原昌顕（ストーリー構成）
- 音楽：ぴょんも
- 主題歌歌手：CANDY
  - OPテーマ「VIVA!NOVA!」
  - EDテーマ「Sunset Valley」

## アダルトアニメ
UTAMAROより2003年7月25日に第一章「愛欲の大地」、同年9月26日に第二章「裏切りと嫉妬の海へ」が発売された。第一章ではソフィーとミレーヌにクロードとのHシーンがあり、第二章ではミレーヌがエリックに犯されるシーンとシャルロットとクロードのHシーンがある。2010年1月29日にはアムモより全二巻の内容を収録した総集編が発売された。

## 関連書籍
いずれも笠倉出版社刊行。
- エーベンブルグの風 インフォメーションブック（2002年7月、ISBN 978-4-77300-477-9）
- エーベンブルグの風 原画集（2003年1月14日、ISBN 978-4-77300-493-9）